# 尤拉·哈林
尤拉·哈林（1921年5月2日—2016年4月11日），原名彭基蘭·哈吉·穆罕默德·尤索夫·本·彭基蘭·哈吉·穆罕默德·阿卜杜勒·拉欣，汶萊政治人物、外交官，歷任汶萊國務大臣、汶萊駐馬來西亞高級專員、汶萊駐日本大使、立法會議員等職務，此外也是汶萊國歌真主保佑蘇丹的填詞人，汶萊第一部歷史小說《血的冠冕》和詩集《一根木頭、三支笛子》的創作者，以及廣島市原子彈爆炸的經歷者。

## 生平
尤拉·哈林在1921年5月2日生於汶萊都東縣甘榜干冬（Kampung Kandang），少年時期曾經在都東縣的旗山馬來文學校（今穆達·哈欣中學）就學，並於1930年代開展個人的寫作生涯。他在1939年成為同一所學校的見習教師，並於同年前往位於英屬馬來亞霹靂州的蘇丹依德里斯師範學院（今苏丹依德理斯教育大学）進修，直至1941年為止。
太平洋戰爭爆發後，日軍驅逐了英國殖民者，開始統治婆羅洲。之後他首先前往位於古晉的北婆羅洲官吏養成所（公務員學校），學習日語，再獲選為南方特別留学生2期生，於1944年赴日，在國際學友會日本語學校接受語言學訓練。在東京學習期間，他曾經和其他2期生一起經歷東京大空襲。之後，他在1945年4月入讀廣島文理科大學（今廣島大學），主修教育學。
1945年8月6日美軍在廣島投擲原子彈的時候，尤拉·哈林身在距離爆炸中心點約1.5公里的廣島高等師範學校鋼琴室，和阿都拉薩·阿都哈密一起上戶田清教授的數學課。就在戶田講課的時候，原子彈把樓高兩層的鋼琴室給摧毀了，不過由於桌子和鋼琴支撐着木建築的殘餘結構，所以他們三個人都能夠獨自逃離鋼琴室，安然無恙。之後他在大學校園留宿，而且盡力救助其他受害的日本人。當時在廣島經歷原爆的南方特別留學生共有9人，尤拉·哈林是最後一位去世的當事者。
他在1945年9月重返仍然是英國保護國的汶萊，並加入教育署，在瓜拉馬來奕馬來語學校重執教鞭。他還跟一群馬來語教師組成了一個稱為青年陣線（Barisan Pemuda）的保守派政團，並以黨秘書長的身分登上汶萊的政治舞台。他在1947年以筆名尤拉·哈林創作了一首歌頌蘇丹阿哈默德丹祖汀的頌歌，並在青年陣線的會議上提議國王把這首名為真主保佑蘇丹的歌曲列為國歌，之後汶萊政府在1951年接受了他的建議。他還在1951年發表了汶萊有史以來的第一部歷史小說——《血的冠冕》（Mahkota Berdarah），故事內容講述班達哈拉·彭基蘭·馬尤丁（Bandahara Pengiran Mahyiddin）經過上天的呼喚和途人的責罵，決定發動戰爭，推翻汶萊第13任蘇丹，為自己死去的岳父（即第12任蘇丹）報仇。這本小說曾經進行過一次改版，至少重印了3次，並在1985年改編為舞台劇。
尤拉·哈林在1954年入讀英國南德文郡工業學院，修讀公共及社會行政學。學成回國之後，他首先在1957年入職新聞處，然後在1957年獲推動制憲程序的蘇丹奧瑪阿里賽義夫汀三世委任為立法會議員，同時當選憲法起草委員會委員（委員會由12人組成），兼任委員會秘書長。這個委員會起草的憲法得到英國政府承認之後，於1959年正式頒行。他在1962年就任副國務秘書兼廣播及新聞處處長，至1964年轉任國務秘書。在任國務秘書期間，尤拉·哈林發表了汶萊歷史上第一部詩集——《一根木頭、三支笛子》（Sekayu Tiga Bangsi）。
尤拉·哈林在1966年獲蘇丹委任為國務大臣（Menteri Besar），於1967年1月1日履新，至1973年12月卸任。在任國務大臣期間，他不但見證了蘇丹奧瑪阿里賽義夫汀三世傳位給蘇丹哈桑纳尔·博尔基亚的歷史事件，還致力於穩定民生，改善了汶萊國民的生活。汶萊王室認可他的政績，於是先在1968年1月12日把他封為「最尊贵的彭基兰·嘉雅·内加拉」（YAM Pengiran Jaya Negara），然後在同年5月16日把他封為「最尊贵的本基兰·斯迪亚·内加拉」（YAM Pengiran Setia Negara）。
離開政界後，尤拉·哈林曾擔任汶萊新聞社（Brunei Press）、佰都利银行（Baiduri Bank）等民營企業的董事、汶萊國家工商會主席、以及風俗協商會委員（1974年起）、樞密院大臣（1989年2月起）、憲法增修委員會委員（1992年）、立法會議員（2011年3月起）等公職。他曾經在1995年至2001年期間出任汶萊駐馬來西亞最高專員，又於2001年至2002年期間出使日本。
2016年4月11日，尤拉·哈林在都東縣甘榜干冬的寓所逝世，終年94歲，遺下8名子女、38名（外）孫子女和22名（外）曾孫子女。他的葬禮在同一天以伊斯蘭教的儀式舉行，蘇丹博尔基亚到場弔唁，之後他的遺體在甘榜圣卡莱（Kg. Sengkarai）墓園安葬。

## 榮譽
- 國際學院榮譽博士學位（加拿大溫哥華，1961年[7]）
- 勳一等旭日大綬章（日本，1985年[7]）
- 東南亞文學獎（1993年[10]）
- 文莱达鲁萨兰大学榮譽博士學位（1997年[7]）
- 廣島大學榮譽博士學位（日本，2013年[7]）
- 蘇丹·哈吉·奧瑪·阿里·賽義夫汀教育獎（年份不詳[10]）
- 汶萊達魯薩蘭國宗教殊功獎（年份不詳[10]）